# 二結 (五結鄉)
二結，是臺灣宜蘭縣五結鄉的一個地名，位於該鄉西北部。相較於今日行政區，其範圍大致包括鎮安村東半部、二結村、三興村西北半部。

## 歷史
台灣清治末期，二結地區為一街庄，稱為「二結庄」，隸屬於二結堡。該庄北隔濁水溪（今名蘭陽溪）與壯二庄、南興庄為界，東與下三結庄為鄰，南邊為頂三結庄、四結庄、歪仔歪庄，西邊隔濁水溪支流羅東溪與尾塹庄為界。
1901年（日明治三十四年）11月，該庄隸屬於宜蘭廳，編入第十五區。1905年（明治三十八年）7月，該區改名為「二結區」。1920年（大正九年），該庄改制為「二結」大字，隸屬於臺北州羅東郡五結庄。
戰後五結庄改制為五結鄉，隸屬於臺北縣，大字亦改制為村。1950年10月，北、基、宜分治，五結鄉改隸屬於宜蘭縣。

## 聚落
本地區發展較早的聚落為二結，在日治期初期的官方地圖上已有記載。此外，本地區尚有溪底城、姓張仔底等聚落。

## 交通
台鐵宜蘭線是台灣東北部鐵路幹線，大致以北北西—南南東走向轉縱向經過二結地區中部。境內設有二結車站，屬三等站，僅停靠區間車。由此可前往台鐵沿線各地。
省道台9線（中正路三段～二段）又稱「東部幹線」，是台北經東台灣至屏東楓港的幹道，大致以北北西—南南東走向轉北北東—南南西走向經過本地區。由該道向北北西可前往宜蘭、礁溪、頭城西南部、坪林、石碇、新店等地，向南南西轉南可前往羅東、冬山、蘇澳等地。
鄉道宜22線（溪濱路三段）是三星鄉清洲至新店的道路，在本地區路段又稱「五結堤防道路」，大致以西南—東北走向轉西南西—東北東走向再轉西北西—東南東走向其西側端點位於本地區北部的蘭陽溪南岸地帶。由該道路向西南可前往尾塹地區東部近邊界地帶的縣道196號路口，向東南東可前往下三結、茅子寮、一百甲、頂清水並止於新店聚落東側的省道台2線路口。
鄉道宜25線（學進路、復興路）是二結至冬山的道路，其北側端點位於本地區中部偏西南省道台9線路口。由此向東南蜿蜒出境後，可前往頂三結、下三結西南部、下五結東部、頂五結東部（五結市區）、大埔西部、鐤橄社、打那岸東部、月眉東部、武淵、武罕與三堵邊界地帶、珍珠里簡、冬山市區並止於鄉道宜30線路口。
鄉道宜31線（復興北路）是溪底城至興盛的道路，其北側端點位於本地區東北部鄉道宜22線路口。由此向南出境後，可前往頂三結、四結東部、下五結西部、頂五結西部並止於縣道196號路口。

## 學校
- 學進國小

## 文化資產
- 二結農會穀倉（縣定古蹟）

## 廟宇
- 二結王公廟